# Constantí Africà
Constantí Africà   (Cartago, Primera meitat segle XI - abadia de Montecassino, 1087), conegut també com a Constantí l'Africà, en llatí: 'Constantinus Africanus', fou un escriptor en llatí nadiu que va viure al segle xi, un dels introductors de la medicina àrab a Europa.
Va viure a Ifríqiya i es creu que va viatjar a Egipte, Bagdad, Índia i Etiòpia; va estudiar hebreu, siríac, caldeu, grec, etíop i potser sànscrit. Retornat a Ifríqiya va haver de fugir a Sicília per salvar la vida. Després es va establir a Calàbria, potser com a comerciant, vers 1050/1060, quan tenia uns 40 anys i hauria entrat en contacte amb un germà del duc Robert Guiscard, que era metge, i amb el qual durant tres anys va estudiar medicina, i per això fou anomenat «Κωνστ. ὁ Ῥηγῖνος» (és a dir, 'Constantí de Reggio'). Va rebre també el títol de «Πρωτασηκρῆτις» o «Πρωτασηκρήτης», és a dir, Protosecretarius.
Segurament va tornar a Ifríqiya i va traduir diversos tractats de medicina àrabs que més tard va portar a Salern segons la tradició, on es va convertir al cristianisme i fou monjo a Montecassino (1072). Les traduccions foren deficients, i a més a més haurien estat danyades per una tempesta durant el viatge d'Àfrica a Itàlia, però van contribuir en gran manera a la difusió dels coneixements mèdics àrabs a Europa.